# Il ritorno d'Ulisse in patria
Il ritorno d'Ulisse in patria és una òpera (dramma per musica) en un pròleg i tres actes de Claudio Monteverdi sobre un llibret italià de Giacomo Badoaro, basat en el final de L'Odissea d'Homer. Es va estrenar al Teatro San Cassiano de Venècia el febrer de 1640.
Monteverdi hi narra la fragilitat humana amb un final moralitzant, amb intensitat dramàtica la història homèrica d'uns déus entrellaçats per l'amor, l'amistat, l'enveja, l'odi i altres passions.
Fou la primera òpera de Monteverdi per a Venècia, on hi obtenia molt èxit amb deu actuacions, i es portava llavors cap al Teatro Castrovillani a Bolonya, per tornar a Venècia el 1641.
Es classifica dins de l'escola veneciana d'òpera del segle xvii, amb els seus trets típics de preeminència dels solistes i la pràctica inexistència del cor. És una de les tres òperes que es conserven de l'autor. Els moments lírics, com el lament de Penelope, sola i desolada, van inspirar a Monteverdi per escriure les seves pàgines més belles.
El primer ressorgiment modern fou una iniciativa de Vincent d'Indy a París el 1925. Un cert nombre de compositors del segle xx en feren versions, com Luigi Dallapiccola i Hans Werner Henze, amb representacions el 1971 a Viena i Glyndebourne, i una edició enregistrada de Nikolaus Harnoncourt.
El primer intent que feu Claudio Monteverdi d'escriure una òpera destinada a ús comercial. L'èxit immediat de l'obra feu que es representés almenys deu vegades a Venècia, i al cap d'un any de la seva estrena es representés a Bolonya, i després fes un retorn triomfal a Venècia vers el 1641.
La història es basa en l'Odissea d'Homer, però l'òpera se centra en l'angúnia, la noblesa i la castedat de Penélope, la qual espera que llur marit Ulisses retorni de la guerra de Troia. El pròleg de l'òpera emfatitza la recerca de la moralitat en una conversa entre la Fragilitat Humana, el Temps, la Fortuna i Cupido: al final de l'òpera la resistència de Penélope es veurà recompensada.
Malgrat la fama que va gaudir l'obra duran la vida de Monteverdi, El retorn s'incorporà al repertori operístic modern més tard que la resta de llurs òperes, i el nombre d'enregistraments existents és menor. Les versions més recomanables són les que es basen en una elegant presentació del drama. Una Penélope ben recolzada pel noble so de l'arpa, quan canta llur ària introductòria di misera regina amb bellesa i solemnitat. La transformació d'un pastoret en la deessa Minerva no només s'ha de representar mitjançant un esclat espectacular de focs d'artifici vocals, sinó també pel canvi en els instruments d'acompanyament, des del pifre fins a l'orgue. I la reunió final entre Ulisses i Penélope destil·lant alegria. Tots aquests elements fan d'aquesta òpera una obra magistral.